# Venegasia
Venegasia es un género de plantas con flores de la familia de las asteráceas. Incluye una sola especie: Venegasia carpesioides DC.. Se encuentran en California a Baja California donde se le llama Canyon sunflower.

## Descripción
Se un arbusto que alcanza un tamaño de 5-15 dm de altura. Los tallos, generalmente varios, ± puberulentos con las hojas simples y alternas, pecíolos de 1-5 cm de longitud; hoja de 3-15 cm , triangular- ovadas, 3-nervadas desde la base, agudas a acuminadas, con gruesos dientes, minuciosamente puberulentas, con resina salpicada por debajo de la inflorescencia: cabezas solitarias o en cimas; con pedúnculos generalmente 2-3 cm, delgados,  involucro de 1-3 cm de diam, hemisférico; brácteas desiguales, en varias series. Rayos florales en número de 12-21; lígula 15-30 mm, de color amarillo. Corola de 6.5 mm, de color amarillo. Frutos 2-3 mm , ± cilíndricos, estriados, ± curvados, de color marrón oscuro. Tiene un número de cromosomas: 2 n = 38.

## Distribución y hábito
Se encuentra en cañones y laderas boscosas húmedas a una altitud de <900 metros, desde el sudoeste de California y Baja California.

## Taxonomía
Venegasia carpesioides fue descrita por Augustin Pyrame de Candolle y publicado en Prodromus Systematis Naturalis Regni Vegetabilis 6: 43. 1837[1838].
Etimología
Venegasia: nombre genérico otorgado en honor de Miguel Venegas, (1680–1764), jesuita mexicano, misionero en California.